# 辛关镇
辛关镇，是中华人民共和国山西省吕梁市石楼县下辖的一个乡镇级行政单位。。辛关镇原名前山乡，2020年11月撤乡设镇并改名辛关镇

## 行政区划
前山乡下辖以下地区：
前山村、张家河村、陈家崾村、刘家庄村、张家坡村、贺家洼村、霍家村、砚瓦村、韦家湾村、坪泉村、下洼村、高家山村、白家庄村和法寺村。